# Eric Griffin (boxe anglaise)
Pour les articles homonymes, voir Griffin.
Eric Griffin est un boxeur américain né le 3 novembre 1967 à Lafayette, Louisiane où il est mort le 7 octobre 2023,.

## Carrière
Sa carrière amateur est principalement marquée par deux titres de champion du monde à Moscou en 1989 puis à Sydney en 1991 dans la catégorie de poids mi-mouches. Battu au second tour des Jeux olympiques de Barcelone l'année suivante, il passe ensuite professionnel et devient champion d'Amérique du Nord NABF des poids mi-mouches en 1994 et 1995 mais échouera pour le titre mondial WBO le 31 mai 1997 contre Jesus Chong pour ce qui sera son dernier combat professionnel.